# Mika Newton
Oksana Stefaniwna Gritsay (en ucraniano: Окса́на Стефа́нівна Грица́й, Burshtyn, Ucrania, 5 de marzo de 1986), conocida como  Mika Newton (en ucraniano: Мiка Ньютон) es una cantante y compositora ucraniana. Perteneció a una banda rock cuyos miembros eran personajes famosos como Uncle Fe, Snow, Andrew y `Loco´ Vitalii. Su álbum debut salió en 2005, con el nombre Anomaliya (Anomalía).

## Estilo
Mika comenzó a cantar con 9 años. Su música y la elección de su ropa y accesorios están fuertemente influenciados por los estilos punk y gótico. Ella ha sido comparada con la cantante y compositora canadiense Avril Lavigne.
Los acontecimientos internacionales han inspirado algunas de las canciones de Newton: estas han incluido el tsunami de 2004 ("Zunami") y las secuelas de la guerra en Irak ("Carta a Bagdad"). Otro, " Yahoo . com ", que  refleja su incapacidad de ponerse en contacto con un joven que había conocido durante una visita a Londres , Inglaterra, cuya dirección de  correo electrónico había extraviado.
Diversas canciones suyas han sido traducidas a otros idiomas ejemplo la canción I'm Sorry que la cantante mexicana Belinda cantó traducida al español y que fue un gran éxito en su país.

## Comienzos
Mika Newton y su banda surgió en una época en la que el rock de Ucrania contó con la asistencia  internacional y del propio país por la Revolución Naranja de 2004 y la puesta en escena en Kiev en 2005 del Festival de Eurovisión 2005 , un concurso que ganó el año anterior la entrada de Ucrania, con Ruslana Lyzhychko y su "Wild Dances". En 2007 el perfil de Newton a través de Internet se vio reforzada por la coincidencia de los apellidos -Mika logra un importante éxito con su canción " Grace Kelly ". Esto significaba que los que buscan más información sobre Mika o su música se exponían a tropezar sin querer en el sitio web de Newton.
Durante el segundo semestre de 2006 Newton grabó un segundo álbum en Londres.

## Participación en el festival de Eurovisión 2011
Newton fue elegida originalmente el 26 de febrero de 2011 para representar a Ucrania en el Festival de Eurovisión 2011 en Dusseldorf , Alemania , con su canción Angel. A raíz de las quejas de los televidentes sobre el procedimiento de votación en esta final, se celebró  otra final el 3 de marzo de 2011, a pesar de que Newton había enviado una carta al presidente , Viktor Yanukovich, y el primer ministro Mykola Azarov solicitando su participación con el fin de demostrar que la votación fue justa y no el fraude mencionado. Después de que Jamala y Zlata Ognevich se retiraran de esta nueva final el día antes de que fuera a celebrarse, Newton se convirtió en el artista para representar a Ucrania, pero se desconocía la canción que iba a presentar en Eurovisión.  El 4 de marzo, Newton y la de la cadedna organizadora UNT (Compañía Nacional de Televisión de Ucrania) declaró que "Angel" sería enviada al Festival de la Canción de Eurovisión 2011 "con mejores acuerdos" y, el 5 de marzo, Newton se reunió con Volodymyr de la Iglesia Ortodoxa Ucraniana, Patriarcado de Moscú y recibió su bendición para su participación en el concurso. 
En la final de Eurovisión en el 14 de mayo de 2011 Newton terminó en cuarto lugar con 159 puntos, por detrás de las entradas de Azerbaiyán (el ganador con 221 puntos), Italia y Suecia.